# Ricardo Olivera
Ricardo Olivera (* 10. Juni 1886 in Mercedes, Provinz Buenos Aires; † 1949) war ein argentinischer Diplomat.
Er war der Sohn von Josefa Esquivel und Teódulo Olivera.

## Leben
Ricardo Olivera studierte Rechtswissenschaft an der Universidad de Buenos Aires, an der Sorbonne und am Collège de France. Im Jahr 1903 gründete er mit Manuel Gálvez die nationalistische Zeitschrift Ideas. Ein Exemplar der Direktive 11/1938, die zur bis Amtszeit von Olivera in Stockholm einging ist erhalten geblieben.
Als in Argentinien die Finanzierung der NSDAP-Aufbauorganisation durch Mittel des Winterhilfswerkes aufgedeckt wurde, bestellte Ernst von Weizsäcker Olivera in das Auswärtige Amt ein. Im Januar 1943 wurde Olivera von den Deutschen Behörden, welche seit 1942 in Südfrankreich ihr Regime ausübten einbestellt. Ihm wurde vorgeschlagen 15 argentinische Juden, welche noch in Frankreich lebten innerhalb der nächsten drei Monate zu repatriieren.